# Африканская федерация хоккея на траве
Африканская федерация хоккея на траве (англ. African Hockey Federation, сокр. АfHF) — структура, управляющая хоккеем на траве в странах Африки. Объединяет 25 национальных федераций. Представляет Международную федерацию хоккея на траве (ФИХ) в африканских странах. Штаб-квартира находится в городе Булавайо (Зимбабве).

## История
Африканская федерация хоккея на траве основана в 1964 году в Булавайо (Южная Родезия). К 1980 году насчитывала в своём составе 16 национальных ассоциаций стран Африки. По состоянию на 2021 год членами АfHF были 25 стран.
Хоккей на траве в Африке получил распространение в основном в бывших колониях Великобритании и в ряде арабских стран севера африканского континента.
Первым континентальным хоккейным турниром был чемпионат (Кубок) Африки среди мужских команд, прошедший в 1974 в столице Египта Каире. Следующее континентальное первенство было организовано лишь через 9 лет в 1983 году. С этого времени проведение чемпионатов Африки стало регулярным. С 1990 года проходят также и женские турниры сильнейших сборных континента.
В 1987 году мужской хоккей на траве был включён в программу Всеафриканских игр. С 1995 года в Играх принимают участие также и женские национальные сборные.

## Структура АfHF
Высший орган Африканской федерации хоккея на траве — Конгресс.
Для решения задач, поставленных Конгрессом перед АfHF, а также уставных требований, делегаты Конгресса избирают Исполнительный комитет. Руководит его работой Президент Африканской федерации хоккея на траве.
Для решения специальных задач, стоящих перед АfHF, в её структуре созданы различные постоянные технические комитеты.

## Официальные соревнования
В рамках своей деятельности Африканская федерация хоккея на траве отвечает за проведение следующих турниров:

### Хоккей на траве
- Турниры по хоккею на траве в рамках Всеафриканских игр;
- Чемпионаты Африки среди национальных сборных команд — один раз в 4 года по нечётным послеолимпийским годам;
- Чемпионаты Африки среди молодёжных сборных команд;
- Чемпионаты Африки среди юниорских сборных команд (возраст участников до 18 лет);

## Члены АfHF
| - Алжир - Ботсвана - Буркина-Фасо - Бурунди - Гана - Египет - Замбия - Зимбабве - Камерун - Кения - Кот-д’Ивуар - Ливия - Маврикий | - Малави - Марокко - Намибия - Нигерия - Сейшельские Острова - Судан - Сьерра-Леоне - Танзания - Того - Уганда - Эсватини - ЮАР |